# Deps
Deps ist ein Gemeindeteil der Gemeinde Bindlach im Landkreis Bayreuth (Oberfranken, Bayern). Deps liegt in der Gemarkung Benk.

## Geografie
Das Dorf liegt auf freier Flur am Depserbächlein, einem linken Zufluss des Kuhbachs. Eine Gemeindeverbindungsstraße führt nach Dressendorf zur Staatsstraße 2163 (1,9 km südöstlich) bzw. zur Kreisstraße BT 14 (0,9 km westlich). Weitere Gemeindeverbindungsstraßen führen zur Staatsstraße 2460 bei Benk (1 km nordwestlich) und nach Katzeneichen (0,7 km nordöstlich).

## Geschichte
Gegen Ende des 18. Jahrhunderts bestand Deps aus 18 Anwesen. Die Hochgerichtsbarkeit stand dem bayreuthischen Stadtvogteiamt Bayreuth zu. Die Dorf- und Gemeindeherrschaft hatte das Hofkastenamt Bayreuth. Grundherren waren das Hofkastenamt Bayreuth (2 Höfe, 8 Halbhöfe, 1 Sölde, 1 Sölde mit Schenkstatt, 1 Hirtenhaus, 1 Gemeindeschmiede), das Rittergut Goldkronach (1 Sölde, 1 Söldengut, 1 Gut) und die Pfarrei Harsdorf (1 Söldengut).
Von 1797 bis 1810 unterstand der Ort dem Justiz- und Kammeramt Bayreuth. Mit dem Gemeindeedikt wurde Deps dem 1812 gebildeten Steuerdistrikt Benk zugewiesen. Zugleich entstand die Ruralgemeinde Deps, zu der Katzeneichen gehörte. Sie war in Verwaltung und Gerichtsbarkeit dem Landgericht Bayreuth zugeordnet und in der Finanzverwaltung dem Rentamt Bayreuth. In der freiwilligen Gerichtsbarkeit unterstanden drei Anwesen bis 1840 dem Patrimonialgericht Goldkronach. Mit dem Gemeindeedikt von 1818 erfolgte die Eingemeindung nach Benk. Am 1. Januar 1978 wurde Deps nach Bindlach eingemeindet.

### Baudenkmäler
- Kilometerstein[8]

### Einwohnerentwicklung
| Jahr      | 001819 | 001822 | 001861 | 001871 | 001885 | 001900 | 001925 | 001950 | 001961 | 001970 | 001987 |
| Einwohner | 136    | 112    | 188    | 191    | 206    | 176    | 183    | 355    | 160    | 155    | 141    |
| Häuser    |        | 19     |        |        | 29     | 30     | 28     | 32     | 29     |        | 37     |
| Quelle    | [ 10 ] | [ 6 ]  | [ 11 ] | [ 12 ] | [ 13 ] | [ 14 ] | [ 15 ] | [ 16 ] | [ 17 ] | [ 18 ] | [ 1 ]  |

## Religion
Deps ist seit der Reformation evangelisch-lutherisch geprägt und war ursprünglich nach St. Martin (Harsdorf) gepfarrt. Seit Mitte des 19. Jahrhunderts ist die Pfarrei St. Walburga (Benk) zuständig.